# 上武通
上武通（法語：Vouthon-Haut，法語發音：[vutɔ̃ o]）是法国默兹省的一个市镇，与下武通相邻，属于科梅尔西区。

## 地理
上武通（48°28'36"N, 5°37'3"E）面积13.23 平方千米，位于法国大東部大區默兹省，该省份为法国西北部内陆省份，北与比利时接壤，西接马恩省和阿登省，南至上马恩省和孚日省，东临默尔特-摩泽尔省。
与上武通接壤的市镇（或旧市镇、城区）包括：阿芒蒂、贡德勒库尔堡、古桑库尔、莱鲁瓦斯、上沃德维尔、下武通、格勒。

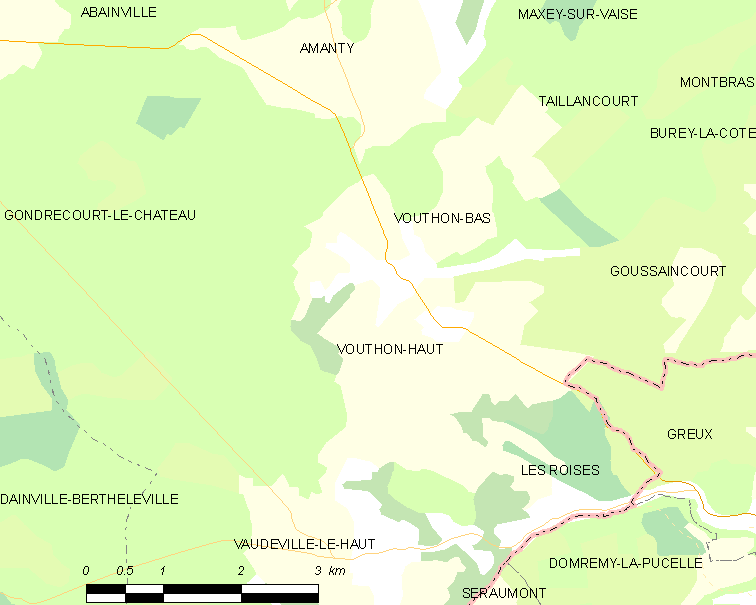
上武通的OSM定位图

上武通的时区为UTC+01:00、UTC+02:00（夏令时）。

## 行政
上武通的邮政编码为55130，INSEE市镇编码为55575。

## 政治
上武通所属的省级选区为利尼昂巴鲁瓦县。

## 人口

1962-2008年间上武通人口变化图示

上武通于2022年1月1日时的人口数量为78人。